# 常石隆志
常石隆志（つねいし　たかし、1991年5月14日 - ）は、日本棋院東京本院所属の囲碁棋士。五段。神奈川県三浦市出身、小林孝之三段（本院準棋士）門下。

## 経歴
小学5年で漫画「ヒカルの碁」のアニメをきっかけに囲碁を知り、中山弘氏が開く子供囲碁教室に通い始める。中学1年からプロを目指して日本棋院の院生となった。年齢制限のため2008年11月で院生を辞める。。
2009年7月、第4回朝日アマチュア囲碁名人戦三番勝負において、アマ名人の尹春浩（ユン・チュンホ、当時28歳）に2連勝してアマ名人位獲得。2010年7月第5回朝日アマチュア囲碁名人戦でも、挑戦者の河成奉（ハ・ソンボン、当時28歳）を2勝1敗で破り、アマ名人を防衛。
2010年11月、一般のアマチュアが出場する外来予選などを勝ち抜き、冬季棋士採用試験本戦にて、2局を残して12勝1敗とし プロ入りを決めた。
2017年、本因坊戦の最終予選に進出するが、1回戦で小林覚に敗れた。
2018年、天元戦の本戦に進出するが、2回戦で呉柏毅に敗れた。
2021年、年間30勝9敗と好成績を残す。本因坊戦の最終予選に進出するが、準決勝で余正麒に敗れた。第47期名人戦の最終予選に進出するが、準決勝で謝依旻に敗れた。
2022年1月、前年の賞金ランキングで四段1位となり、五段に昇段。

## 人物
日本棋院の野球部に所属。。

### 良績
- 天元戦 本戦進出（第44期）

### 昇段履歴
| 段位 | 日付           | 昇段規定                                 |
| ---- | -------------- | ---------------------------------------- |
| 初段 | 2011年4月1日   | 冬季棋士採用試験リーグ戦14勝1敗（1位）。 |
| 二段 | 2012年11月18日 | 勝星対象棋戦通算30勝                     |
| 三段 | 2016年2月5日   | 勝星対象棋戦通算40勝                     |
| 四段 | 2019年9月13日  | 勝星対象棋戦通算50勝。                   |
| 五段 | 2022年1月6日   | 賞金ランキング 四段1位                   |

### 受賞履歴
棋道賞
- 勝率第1位賞：1回（2021年）